# Orbiting (relacions)
L'orbiting és un terme anglosaxó utilitzat de manera col·loquial, i el seu significat està molt relacionat amb el ghosting. El ghosting és una pràctica social comú de l'actualitat, en la qual bàsicament una persona que manté una relació amb una altra (que pot ser amorosa, però també pot ser d'amistat) l'abandona sense deixar cap rastre. L'orbiting és el «germà menor del ghosting». Ocorre en relacions amoroses i d'amistat, en les quals un dels dos vol deixar de tenir una relació íntima. No obstant això, a diferència del ghosting, «no es perd el contacte del tot, perquè el que "l'abandona" continua donant senyals, especialment a través de les xarxes socials». Fins i tot pot arribar a interactuar amb la part abandonada, però d'una forma molt superficial, com fent “m'agrada” a les seves publicacions o veient les seves històries, però sense contestar als seus missatges directes ni tampoc agafant les seves trucades.
La paraula va aparèixer en primícia dins la preselecció de la World of the Year 2018 d'Oxford, en la qual l'orbiting es defineix com «l'acció de retirar-se abruptament de la comunicació directa amb algú, mentre aquest continua monitorant i, a vegades, responent a la seva activitat en les xarxes socials».
Anna Lovine, qui va encunyar l'expressió, va explicar la tendència així: la persona que practica orbiting et manté «prou a prop perquè tots dos es puguin observar; prou allunyada com per a mai haver de parlar».